# Leo Lyons (basket-ball)
Pour les articles homonymes, voir Leo Lyons.
Leo Lyons, né le 6 mai 1987, à Topeka, au Kansas, est un joueur américain de basket-ball. Il évolue au poste d'ailier fort.

## Palmarès
- 3e des Jeux panaméricains de 2011